# Celia Hoyles
Celia Mary Hoyles, née French le 18 mai 1946 à Londres, est une mathématicienne britannique, pédagogue, et professeure d'enseignement des mathématiques à l'University College de Londres (UCL), à l'Institute of Education (en) (IoE),,.

## Enfance et éducation
Celia Mary French est née le 18 mai 1946. Elle a fait ses études à l'université de Manchester où elle a obtenu un diplôme de première classe en mathématiques du Département de mathématiques en 1967. Elle a ensuite obtenu un certificat de troisième cycle en éducation (PGCE (en)) en 1971 et une maîtrise en éducation (MEd) en 1973. Elle a obtenu un doctorat (PhD) en 1980, avec une thèse intitulée Facteurs de l'apprentissage scolaire - le point de vue des élèves : une étude avec une référence particulière aux mathématiques". Tous ses diplômes sont de l'université de Londres.

## Carrière et recherche
Hoyles a commencé sa carrière comme enseignante au secondaire, devenant plus tard universitaire. À la fin des années 1980, elle a été co-présentatrice de Fun and Games, une émission télévisée de quiz sur les mathématiques aux heures de grande écoute. Avec Arthur Bakker, Phillip Kent et Richard B. Noss, elle est co-auteure de Improving Mathematics at Work: The Need for Techno-Mathematical Literacies ,.
Hoyles a été présidente de l'Institut des mathématiques et de ses applications (IMA) de 2014 à 2015,. Elle a été conseillère principale pour les mathématiques auprès du gouvernement du Royaume-Uni de 2004 à 2007 et directrice du National Centre for Excellence in the Teaching of Mathematics (en) (NCETM) de 2007 à 2013,,.

### Prix et distinctions
Dans les honneurs du Nouvel An 2004 (en), Hoyles a été nommée officier de l'ordre de l'Empire britannique (OBE) « pour services à l'éducation ». Lors des honneurs du Nouvel An 2014 (en), elle a été nommée dame commandeur de l'ordre de l'Empire britannique (DBE) en reconnaissance de ses services en tant que directrice du Centre national d'excellence pour l'enseignement des mathématiques, . Elle est élue membre de l'Académie des sciences sociales (FAcSS).
En 2003, elle a reçu le premier prix Hans-Freudenthal de la Commission internationale de l'enseignement mathématique (ICMI) en reconnaissance de "la contribution exceptionnelle qu'[elle] a apportée à la recherche dans le domaine de la technologie et de l'enseignement des mathématiques". En 2010, elle a reçu la première médaille Kavli (en) de la Royal Society « en reconnaissance de sa contribution exceptionnelle à la recherche en enseignement des mathématiques »,. En 2016 elle est lauréate du Suffrage Science award.
Hoyles est docteure honoris causa de l'Open University (2006), de l'université de Loughborough (2008), de l'université de Sheffield Hallam (2011) et de l'université de Bath (2019),.
Elle est conférencière invitée au Congrès international des mathématiciens en 2002 à Pékin.

## Vie privée
Son premier mariage était avec Martin Hoyles : leur mariage s'est terminé par un divorce. En 1996, elle a épousé Richard Noss, professeur d'enseignement des mathématiques à l'University College de Londres ,. Son deuxième mariage a amené deux beaux enfants.